# Nyctobia eastmani
Nyctobia eastmani är en fjärilsart som beskrevs av Reiff 1913. Nyctobia eastmani ingår i släktet Nyctobia och familjen mätare. Inga underarter finns listade i Catalogue of Life.